# Guadalupe Ezquerra
Guadalupe Ezquerra (* 22. März 2005) ist eine uruguayische Leichtathletin, die sich auf den Hürdenlauf spezialisiert hat.

## Sportliche Laufbahn
Erste internationale Meisterschaftserfahrungen sammelte Guadalupe Ezquerra im Jahr 2025, als sie bei den Südamerikameisterschaften in Mar del Plata mit 15,20 s in der Vorrunde im 100-Meter-Hürdenlauf ausschied und mit der 4-mal-100- und 4-mal-400-Meter-Staffel jeweils den sechsten Platz belegte.
2023 wurde Ezquerra argentinische Meisterin im 400-Meter-Hürdenlauf sowie 2025 über 100 m Hürden.

## Persönliche Bestzeiten
- 100 m Hürden: 15,20 s (+1,2 m/s), 27. April 2025 in Mar del Plata
- 400 m Hürden: 67,08 s, 14. Mai 2023 in Concepción del Uruguay